# Ligament pubo-fémoral
Le ligament pubo-fémoral est un ligament de l'articulation coxale.

## Description
Le ligament pubo-fémoral est situé en avant et en bas de l'articulation coxale.
Il s'attache à la crête obturatrice et à l'éminence iliopubienne. Il rejoint la partie descendante du ligament ilio-fémoral, se confond avec la capsule articulaire et se termine au niveau du petit trochanter.
Ce ligament empêche l'hyper-abduction de l'articulation coxale.